# Ordine della Mendi al Valore
L'Ordine della Mendi al Valore è un ordine cavalleresco del Sudafrica.

## Storia
L'Ordine è stato istituito il 30 novembre 2003. Originariamente era chiamato "decorazione al coraggio della Mendi" ed è stata promossa al rango di ordine il 22 ottobre 2004. È dedicato alla nave SS Mendi che nel 1917, durante la prima guerra mondiale, affondò dopo una collisione causando la perdita di oltre 600 soldati neri sudafricani.
Anche se è principalmente un'onorificenza civile, ci sono stati alcuni insigniti militari e una assegnazione collettiva alle unità dell'Aeronautica militare sudafricana e della Marina militare sudafricana che hanno salvato i passeggeri di una nave di linea affondante nel 1991 e una seconda assegnazione collettiva alle unità dell'Aeronautica militare sudafricana che hanno effettuato operazioni durante l'alluvione in Mozambico del 2001.

## Classi
L'Ordine dispone delle seguenti classi di benemerenza che danno diritto a dei postnominali qui indicati tra parentesi:
- Oro (OMBG), per coraggio evidente
- Argento (OMBS), per coraggio eccezionale
- Bronzo (OMBB), per coraggio notevole

## Insegne
- Il distintivo è ovale con sul dritto uno scudo africano raffigurante la Mendi con sopra una gru in volo. Dietro lo scudo ci sono una zagaglia e una knobkerrie incrociate. L'intero disegno è circondato da un bordo decorato con sagome di leone. Sul rovescio vi è lo stemma del Sudafrica.

- Il nastro è d'oro con disegni di leone ai lati, alternativamente a destra e a sinistra.